# Robert Paul
Robert Paul (Amsterdam, 11 juli 1949) is een Nederlands entertainer en zanger. Hij is vooral bekend geworden als imitator van bekende Nederlanders.
Paul won in 1971 een talentenjacht op de TROS-televisie. In deze talentenjacht imiteerde hij onder meer Godfried Bomans, Swiebertje, Piet Ekel en diverse figuren uit De Fabeltjeskrant. Jurylid Jan Blaaser noemde zijn act geniaal en hief een glas champagne op hem. Hij won een auto, een Simca 1000 Rallye, maar bleek nog geen rijbewijs te bezitten. Overigens deed ook Tineke Schouten mee aan dezelfde talentenjacht.
Hetzelfde jaar stond hij op het toneel met onder anderen Ramses Shaffy en Jos Brink. In 1978 bracht hij zijn eerste plaat uit met imitaties. Zijn meest succesvolle single was 't Kan Vriezen, 't Kan Dooien (1983), waarop hij Jan Pelleboer, Marco Bakker, de Zangeres Zonder Naam, Henny Vrienten, Conny Vandenbos en Lee Towers imiteerde. De opvolger Heb ik daar mijn schoenen voor gepoetst! waarin hij Dolf Brouwers imiteerde, was op donderdag 2 augustus 1984 TROS Paradeplaat op Hilversum 3 en bereikte de 16e positie in de Nationale Hitparade, de 33e positie in de Nederlandse Top 40 en de 25e positie in de TROS Top 50.
Vanaf 1980 bracht Robert Paul regelmatig nieuwe theaterprogramma's. Aanvankelijk lag de nadruk sterk op de imitaties, maar later ging hij meer liedjes en conferences doen als zichzelf. In 1996 was hij de spilfiguur in het televisieprogramma Parodie Parade.
In 2005 en 2007 vertolkte hij de stem van Meneer de Uil tijdens het uitreiken van de Gouden Televizier-Ring. In 2005 is Paul gestopt met theateroptredens.
Inmiddels woont hij teruggetrokken samen met zijn vriend in Spanje.

## Discografie

### Singles
| Single met eventuele hitnotering(en) in de Nederlandse Top 40 | Datum van verschijnen | Datum van binnenkomst | Hoogste positie | Aantal weken | Opmerkingen                                                                                 |
| ------------------------------------------------------------- | --------------------- | --------------------- | --------------- | ------------ | ------------------------------------------------------------------------------------------- |
| Toppers van toen                                              | 1979                  | 03-02-1979            | 35              | 2            | Nr. 38 in de Single Top 100                                                                 |
| 't Kan vriezen 't kan dooien                                  | 1983                  | 02-07-1983            | 5               | 7            | Nr. 5 in de Single Top 100                                                                  |
| Heb ik daar m'n schoenen voor gepoetst!                       | 1984                  | 25-08-1984            | 33              | 3            | Nr. 16 in de Single Top 100                                                                 |
| Vanmorgen vloog ze nog                                        | 1988                  | 20-10-1988            | 16              | 7            | als Tjechov / met Martine Bijl, Simone Kleinsma & Robert Long / Nr. 15 in de Single Top 100 |

## NPO Radio 2 Top 2000
| Nummer met noteringen in de NPO Radio 2 Top 2000                                   | '99 | '00-'01 | '02  | '03  | '04 | '05 | '06 | '07 | '08 | '09  | '10 | '11  | '12  | '13  | '14  |
| ---------------------------------------------------------------------------------- | --- | ------- | ---- | ---- | --- | --- | --- | --- | --- | ---- | --- | ---- | ---- | ---- | ---- |
| Vanmorgen vloog ze nog (met Tsjechov, Simone Kleinsma, Robert Long & Martine Bijl) | 612 | -       | 1109 | 1014 | 953 | 870 | 865 | 722 | 853 | 1225 | -   | 1397 | 1423 | 1674 | 1866 |

1. ↑  Een '-' betekent dat het nummer niet was genoteerd en een vetgedrukt getal geeft de hoogste notering aan.
2. ↑  Deze tabel is bijgewerkt tot en met de laatste editie (2024).